# Джузеппе Пелла
Джузеппе Пелла (італ. Giuseppe Pella; 18 квітня 1902, Вальденго, П'ємонт, Італія — 31 травня 1981, Рим) — Голова Ради Міністрів Італії і міністр закордонних справ з 17 серпня 1953 по 18 січня 1954.

## Кар'єра
Діяч правого крила Християнсько-демократичної партії, секретар міністерства фінансів, потім міністр фінансів в уряді Альчіде де Гаспері, в 1948 був призначений міністром державного майна, на цій посаді викликав неприязне ставлення до себе з боку комуністів, соціалістів і деяких інших партій своєю ліберально-монетаристською політикою. У 1953 став прем'єр-міністром у свідомо тимчасовому уряді, створеному для врегулювання політичної кризи. Викликав конфлікт з Тіто з приводу Трієста своїми націоналістичними заявами, що викликало його відставку. У тому ж році після смерті де Гаспері Пелла став головою Європейського парламенту і займав цю посаду до 1956 року. Згодом з 19 травня 1957 по 1 липня 1958 — знову міністр закордонних справ в уряді Адоні Дзола, з 15 лютого 1959 по 23 березня 1960 — в уряді Антоніо Сеньї, в 1960—1962 — міністр балансу в уряді Амінторе Фанфані. Вороже ставився до альянсу з соціалістами, Пелла після цього пішов з політики до 1972, коли він на нетривалий термін став міністром фінансів в уряді Джуліо Андреотті. До 1976 був сенатором.